# Andreas Weimann
Andreas Weimann (Viena, 5 de agosto de 1991) é um futebolista austríaco que atua como atacante. Atualmente, joga pelo clube inglês Blackburn.